# Hope & Faith
Hope & Faith è una sitcom statunitense prodotta dal 2003 al 2006.
Lo show è stato creato dall'ex attrice Joanna Johnson, che ne ha anche sceneggiato molti episodi. La Johnson è conosciuta per aver interpretato i ruoli di Caroline e Karen Spencer nella soap opera Beautiful, e proprio sulla base di questa sua esperienza lavorativa – la Johnson non riuscì più a risollevare la sua carriera dopo l'uscita di scena dalla soap – è nata Hope & Faith, una sitcom molto autobiografica, dove il personaggio di Faith è fortemente ispirato alle vicende personali della creatrice.
La serie è stata trasmessa in prima visione negli Stati Uniti da ABC. In Italia è stata trasmessa sul satellite da Fox Life, e in chiaro da Canale 5 e Italia 1.

## Trama
Faith è un'attrice trentenne di soap opera che, dopo aver conosciuto il successo a Hollywood, sta attraversando un periodo buio, in quanto il suo personaggio è stato "ucciso" e quindi eliminato nella soap; in realtà solo un pretesto per allontanare Faith, per via del suo comportamento un po' troppo sopra le righe, e sostituirla con un'altra attrice che "resuscita" la sua parte.
Disperata e senza un soldo, decide di andare a vivere a Cleveland dalla sorella maggiore Hope, ordinaria trentacinquenne sposata con il dentista Charlie e madre di tre figli: la bella Sydney, la colta Haley e il piccolo e paffuto Justin. Hope conduce una vita serena e tranquilla ma l'arrivo della sorella, che predica il disimpegno dalle faccende domestiche e il divertimento a ogni costo, sconvolge gli equilibri della famiglia, considerando anche il fatto che Charlie e Faith non hanno mai avuto un buon rapporto.
L'arrivo di Faith non porta però solo guai alla famiglia Shanowski, che con l'aiuto della spumeggiante nuova inquilina spazza via la solita monotonia del classico ménage familiare. Inoltre tutti i ragazzi, e Justin in particolare, vogliono molto bene alla loro zia e spesso si confidano più con lei che con i loro genitori, considerati meno moderni.

## Episodi
| Stagione         | Episodi | Prima TV originale | Prima TV Italia |
| ---------------- | ------- | ------------------ | --------------- |
| Prima stagione   | 25      | 2003-2004          | 2004            |
| Seconda stagione | 26      | 2004-2005          | 2005            |
| Terza stagione   | 22      | 2005-2006          | 2006            |

## Personaggi e interpreti

### Personaggi principali
- Faith Fairfield (stagioni 1-3), interpretata da Kelly Ripa, doppiata da Franca D'Amato.
- Hope Shanowski (stagioni 1-3), interpretata da Faith Ford, doppiata da Cristiana Lionello.
- Charlie Shanowski (stagioni 1-3), interpretato da Ted McGinley, doppiato da Andrea Ward.
- Sydney Shanowski (stagioni 1-3), interpretata da Nicole Paggi (st. 1) e da Megan Fox (st. 2-3), doppiata da Alessia Amendola (st. 1) e da Federica De Bortoli (st. 2-3).
- Haley Shanowski (stagioni 1-3), interpretata da Macey Cruthid, doppiata da Sofia Ciccarone e Erica Necci.
- Justin Shanowski (stagioni 1-3), interpretato da Paulie Litt[2].

### Personaggi secondari e guest star
Dato il carattere della trama di Hope & Faith, nel corso delle stagioni molti ruoli secondari e ricorrenti sono stati interpretati da famosi attori di serie televisive e soap opera, apparsi in piccoli camei.
- Jack Fairfield (stagioni 1-3), interpretato da Robert Wagner.
- Hal (stagioni 1-3), interpretato da Regis Philbin.
- Laura Levisetti (stagione 1), interpretata da Susan Flannery.
- Anne Osvath (stagione 1), interpretata da Jaclyn Smith.
- Jacqueline Karr (stagione 1), interpretata da Susan Lucci.
- Mary Jo Johnson Fairfield (stagione 2), interpretata da Cheryl Ladd.
- Sylvia (stagione 2), interpretata da Rue McClanahan.
- Edward Shanowski (stagione 2), interpretato da Hal Holbrook.
- Joyce Shanowski (stagione 2), interpretata da Dixie Carter.

Inoltre, nei panni di sé stessi hanno preso parte alla serie Brian Austin Green, Ian Buchanan, Bobbie Eakes, John Callahan, Finola Hughes e Eva LaRue.

## Accoglienza
Inizialmente la serie (che veniva trasmessa il venerdì sera) ebbe un buon successo di pubblico: nel novembre del 2003 circa 12 milioni di persone assistevano alla trasmissione.
La ABC propose allora di aggiungere altri quattro episodi alla stagione, raggiungendo così la cifra di 26 episodi complessivi; dopo questa scelta, l'audience della sitcom retrocesse a 9 milioni. Si mantenne su questi livello fino all'aprile del 2004, periodo in cui vennero due importanti cambiamenti: Joanna Johnson venne sostituita, e inoltre venne rivoluzionato il modo di creare la trama degli episodi. Il pubblicò non approvò tali modifiche e l'audience si abbassò ancora a 6,8 milioni di telespettatori. La diminuzione di audience continuò, seppur lentamente, e quando la serie chiuse poteva contare su 6,52 milioni di spettatori, che la ABC ritenne però insufficienti per giustificare un nuovo finanziamento allo show, nonostante le molte lamentele da parte dei fan.

## Trasmissione internazionale
Hope & Faith è stata trasmessa in varie nazioni del mondo, cogliendo un discreto successo in Turchia e in Russia, dove sono state preparate due edizioni "autarchiche". Le nazioni e le reti televisive che hanno inserito nei loro palinsesti la serie originale sono:
- Stati Uniti d'America: ABC
- Gran Bretagna: ABC
- Australia: Channel 7
- Canada: Citytv
- Nuova Zelanda: TVNZ
- Svezia: TV4+
- Libano, Siria and Giordania: LBC
- Israele: yesSTARS
- Irlanda: RTÉ 1
- Italia: Canale 5, Italia 1, Fox Life, La5
- Danimarca: TV2
- Norvegia: TV2
- Turchia: ComedyMax
- Francia: M6
- Germania: Sat.1 Comedy